# Mana (série)
Mana, chamado no Japão de Seiken Densetsu (聖剣伝説), é uma série de jogos eletrônicos de RPG de ação criada por Koichi Ishii e desenvolvida pela SquareSoft e depois Square Enix. Mana começou como um spin-off da franquia Final Fantasy, porém logo tornou-se uma série própria. Ela cresceu para incluir jogos de outros gêneros dentro do mundo ficcional de Mana, com as histórias geralmente envolvendo uma árvore do mundo associada com uma espada sagrada e a luta contra forças que desejam roubar seu poder. Vários desenhos de personagens, criaturas e temas musicais aparecem de forma recorrente.
A série original de Mana é composta por quatro jogos que foram lançados entre 1991 e 1999: o original Final Fantasy Adventure para o Game Boy, Secret of Mana e Seiken Densetsu 3 para o Super Nintendo Entertainment System, e Legend of Mana para o PlayStation, porém Seiken Densetsu 3 nunca foi lançado fora do Japão. Uma recriação do jogo original intitulada Sword of Mana foi lançada para o Game Boy Advance em 2003. Todos os títulos originais eram RPGs de ação, porém incluíam uma grande variedade de mecânicas de jogabilidade , com suas narrativas sendo conectadas apenas tematicamente.
Outros quatro jogos foram lançados em 2006 e 2007 como parte da subssérie World of Mana, uma tentativa da Square Enix de publicar jogos em uma variedade de gêneros e consoles. Estes foram Children of Mana para o Nintendo DS, Dawn of Mana para o PlayStation 2, Friends of Mana para celulares exclusivo do Japão, e Heroes of Mana também para o Nintendo DS. Outros três títulos foram lançados desde então: Circle of Mana em 2013 e Rise of Mana em 2014 para celulares exclusivos do Japão, e Adventures of Mana em 2016, uma recriação tridimensional de Final Fantasy Adventure para celulares e PlayStation Vita.
A recepção dos jogos da série Mana foi bem irregular, com os primeiros títulos tendo sido muito melhor recebidos pelos críticos do que os mais recentes. Secret of Mana e Seiken Densetsu 3 foram considerados dois dos melhores RPGs de ação bidimensionais já feitos, com sua trilha sonora tendo inspirado vários concertos orquestrais, enquanto os jogos da subssérie World of Mana recebendo críticas mais negativas. A franquia como um todo já vendeu mais de seis milhões de cópias mundialmente, também tendo inspirado a criação de quatro séries de mangá e uma romantização.

## Jogos da série
| Título                  | Ano  | Plataforma                                                                     |
| ----------------------- | ---- | ------------------------------------------------------------------------------ |
| Final Fantasy Adventure | 1991 | Game Boy                                                                       |
| Secret of Mana          | 1993 | SNES, FOMA, iOS, Android, Microsoft Windows, PlayStation 4, PlayStation Vita   |
| Trials of Mana          | 1995 | SNES                                                                           |
| Legend of Mana          | 1999 | PlayStation, Microsoft Windows, Nintendo Switch, PlayStation 4                 |
| Sword of Mana           | 2003 | Game Boy Advance                                                               |
| Children of Mana        | 2006 | Nintendo DS                                                                    |
| Friends of Mana         | 2006 | J2ME                                                                           |
| Dawn of Mana            | 2006 | PlayStation 2                                                                  |
| Heroes of Mana          | 2007 | Nintendo DS                                                                    |
| Circle of Mana          | 2013 | iOS, Android                                                                   |
| Rise of Mana            | 2014 | iOS, Android, PlayStation Vita                                                 |
| Adventures of Mana      | 2016 | iOS, PlayStation Vita                                                          |
| Secret of Mana (remake) | 2018 | PlayStation 4, PlayStation Vita, Microsoft Windows                             |
| Trials of Mana (remake) | 2020 | Microsoft Windows, Nintendo Switch, PlayStation 4, Android, iOS, Xbox Series X |
| Visions of Mana         | 2024 | Microsoft Windows, PlayStation 4, PlayStation 5, Xbox Series X                 |